# Монастир Святого Миколая Анапавсаса
39°42′51″ пн. ш. 21°37′37″ сх. д. / 39.71417° пн. ш. 21.62694° сх. д.
Монастир Святого Миколая Анапавсаса, або Успокоїння — один із шести, що збереглись донині, Метеорських монастирів.
Щоб відвідати монастир Святого Миколая Анапа́всаса треба спершу піднятись на пагорб із 143 сходинками до підніжжя скелі Успокоїння, а потім ще 85 сходинок, що висічені у скелі.
Час заснування монастиря точно невідомий. Вважають, що перші аскети з'явились на цій маленькій та відносно низькій скелі у XIII ст, а засновником обителі був монах Ніканор за прізвищем Анапа́всас (Αναπαυσάς — з грецької «успокоїтель»). Оскільки скеля Успокоїння невеличка, площа, придатна для будівництва, була дуже обмеженою, тож усі будівлі монастиря розгортались у висоту.
На першому рівні розташована каплиця Святого Антонія, площа її вівтаря близько 4 м², тому прийняти вона може лише одного священнослужителя.
На другому рівні — храм Святого Миколая, побудований ще у XVI ст., а іконописне оздоблення для нього трохи пізніше виконав видатний митець з Крита — Феофан Стрелитзас Бафа.
На третьому рівні знаходяться келії, стара трапезна, маленька церква Святого Іоана Предтечи та склепіння, в якому зберігають мироносні мощі.

## Собор Святого Миколая
Храм, обмежених розмірів, має невизначену схему, забудовану по всій площі скелі. Неф чотирикутний, а основний храм має хрестоподібну форму і належить до, так званого, «стисненого» типу. Його характерною рисою є спирання купола на невисокі келії, у випадку Успокоїння — загострені келії. Зустрічається такий тип у маленьких храмах і використовується у тих випадках, коли неможливо розгорнути повну хрестоподібну забудівлю. Відомим зразком «стисненого» типу також є монастир Хора у Константинополі. Найбільш невизначену форму має святилище, яке на сході закінчується низьким зводом.
Іконопис храму містить напис на східній стіні нефа, понад нішею, що веде у основний храм. Це перший підпис Феофана Стрелитзаса, названого Бафа, також відомого як Феофан Кріс:
|  | «Зведений з фундаменту цей божественний і всіма шанований храм на честь святого серед наших отців Миколая, Його Преосвященством Митрополитом Лариси - отцем Діонісієм, Ієромонахом Ніканором та Ексархом Стагон, а також усіма братами монастиря. Оформлений же храм на видатки Кіпріана в жовтні місяці 1527 року і руками монаха із Крита - Бафа Феофана - Стрелитзаса». Оригінальний текст (гр.) ΑΝΙΓΕΡΘΗ ΕΚ ΒΑΘΡΩΝ Ο ΘΕΙΩС Κ(ΑΙ) ΠΑΝСΕΠΤΩС ΝΑΩС ΤΟΥ ΕΝ ΑΓΙΗС ΠΑΤΡΟС ΕΙΜΩΝ/ΝΙΚΟΛΑΟΥ • ΠΑΡΑ ΤΟΥ ΠΑΝΙΕΡΟΤΑΤΟΥ ΛΑΡΙСΗС • ΚΗΡ ΔΙΟΝΙСΙΟΥ • Κ(ΑΙ) ΤΟΥ ΩСΕΙΩΤΑΤΟΥ/ΕΝ ΙΕΡΟΜΟΝΑΧΕ(Ι)С • ΚΗΡ ΝΙΚΑΝΩΡΟС • Κ(ΑΙ) ΕΞΑΡΧΟΥ СΤΑΓΩΝ • Κ(ΑΙ) Τ(ΩΝ) ΕΥΡΙСΚΟΜΕΝΩΝ ΑΔΕΛΦΩΝ •ΕΙСΤΟ/ΡΙΘΗ ΔΕ • Κ(ΑΙ) ΔΙΑ ΕΞΟΔΟΥ ΤΟΥ ΕΥΤΕΛΟΥС [Κ]ΥΠΡΙΑΝΟΥ ΙΕΡΟΔΙΑΚΩΝΟΥ/ΕΤ(ΟΥС) ΖώΛς(1527) ΜΗΝΙ ΟΚΤΩΒΡΙΟΥ • ΙΒ • /ΕΝ IN (ΔIKTIΩNI) Αη/XEIP ΘEOΦANΗ M(ONA)X(OY) TOY EN TH/KPITH • CTREΛΗΤΖΑC. |

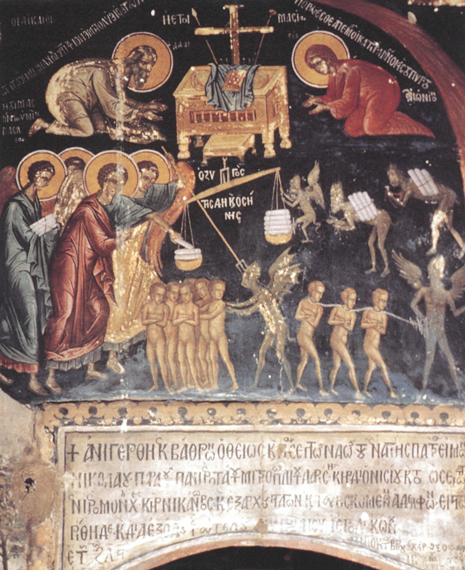
Напис Феофана Стрелитзаса у нефі Собору та сцена Другого Пришестя

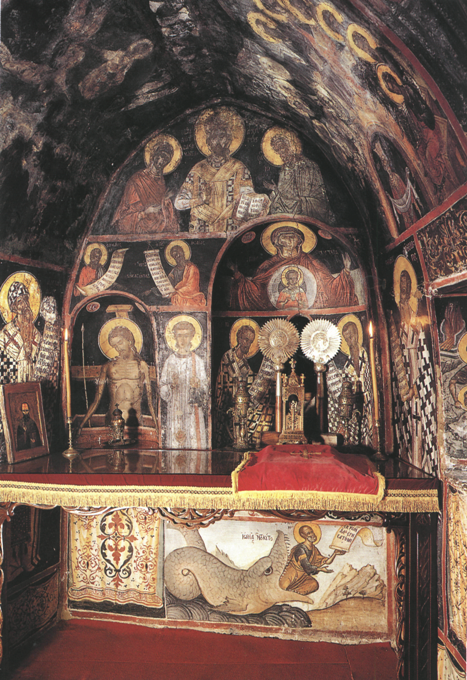
Вівтар Собору

Хоча собор Успокоїння був першою масштабною роботою художника, він все ж таки зміг дуже вдало вирішити багату іконописну програму, на заваді цьому не стала навіть обмеженість простору.
Головна фігура купола — Всемогутній, оточений поясом, що уособлює Небесну Літургію. На самісінькій вершині купола із рукописами у динамічних позах зображено пророків Моїсея, Аввакума, Йеремія, Міхея, Ісаю, Давида, Соломона, Іону, Елісса та Іллю, а у загострених трикутниках — четверо євангелістів.
Під зводом храму займає місце Платитера Влахерніті. У півколі — священнослужителі — Великий Василь та Іоанн Хреститель. Зі східної сторони, поруч зі зводом, справедливий Яків та пророк Ісая. Нижче диякон Стефан — першосвідок. На північному зводі східної стіни — Край Образи. На вершині храму — Молитва з Христом. У нижньому поясі східної стіни — пророк Іона у роті кита. Під аркою зображені Воскресіння, Зняття, П'ятидесятниця, Народження Христа.
На північній стіні храму — Видіння Петра Олександрійського, Литос, святий Афанасій Александрійський та святий Кирило Александрійський. До речі, дослідники стверджують, що диякон, який стоїть навколішки перед Кирилом, схожий на живописця храму — ієродиякона Кіпріяна. На південній стіні храму зображені священнослужителі Григорій Богослов, Іоанн Хреститель та Спиридон. На внутрішній стороні вікна — Пожертва Авраама.
Божественне коло продовжується і в основному храмі, щоправда тут воно збагачене сценами Страждань. Під зводом східної башти розташовані — Різдво, Стрітення, Розп'яття та Зняття. Нижче, праворуч і ліворуч від святилища, святі Миколай та Іоанн Попередник. У центрі купола Благовіщення, праворуч і ліворуч по три мученики.
Під зводом південної башти змальовано Хрещення, Середину П'ятидесятниці та Пробудження Лазаря. Нижче фігури святого Миколая Молодого та Христофора. Святий Миколай Молодий прийшов у Фессалію воїном для придушення повстання, але вирішив стати аскетом у монастирі Вунаініс. Його дуже шанують у Фессалії. На куполі — Преображення та нижче святі Яків Перс, Артеміс та Євстафій. На передньому плані південної башти — Архангел, оточений шістьма свідками.
Під зводом північної башти сцени Страждань: Вигнання Пілата, Осміяння, Бичування, нижче — святі Нестор та Прокопій. На куполі — Успіння святої Богородиці, праворуч і ліворуч — письменники гімнів Кузьма Маіума та Іоанніс Дамаський. На нижньому поясі стіни — святі Федор Тирон, Федор Стратилатис, Димитрій, Георгій. На передньому плані північної башти — також Архангел із шістьма свідками.
На зводі західної башти зображені — Заперечення Петра, Обговорення Архієреїв, Тайна вечеря. Нижче святі Костянтин, Олена та Меркурій. На куполі входу — Молитва в Гефсиманії та Зрада Юди. На нижньому поясі, обабіч входу — фігури Архангелів Гавриїла та Михаїла.
Відповідно іконописне багатство притаманне також декорації нефа. Східна стіна представляє масштабну композицію Другого Пришестя.
Верхній пояс південної стіни нефа займають Створення Дива, Спокуса Христа, Зцілення Віфесда та зустріч Ісуса та Самарянки. У нижній частині фігури монахів: святого Антонія, Євфимія, Савви, Феодосія Кіновіарха, Феофанія Грапта. У внутрішній частині вікна південної стіни — святі Олексій та Іоанн Калівіт.
У верхній, хвилеподібній частині західної стіни нефа зображені Успіння святого Миколая, Зцілення сліпого. Нижче — Богоматір, що тримає малюка, на передньому плані склепіння — пророки Йеремій, Гедеон, Яків, Моїсей, Аарон та Ієзекіїл. Ліворуч — святий отець Афанасій Метеорський, засновник метеорського монаства. Ці фігури доповнюють фундатори монастиря Святого Миколая Успокоїння: зліва від Богоматері — Дионісій, митрополит Лариси, праворуч від святого Миколая — ієромонах Никонор, екзарх Стагон. Поруч зі святим Ніканором — Симеон Стилитис. На суміжній стороні північного зводу зводу західної стіни — Три Кари, Даниїл у ямі з левами. Поруч — святий Пахомій та ангел.

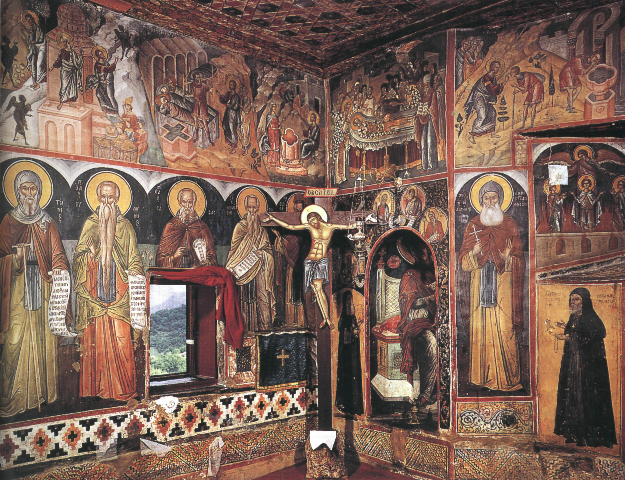
Південно-західна сторона нефа. На верхньому поясі зліва направо: Спокуса Христа, Зцілення Лазаря, Ісус та Самарянка, Усипляння святого Миколая, Зцілення сліпого. На нижньому поясі: відлюдники, святий Антоній, Євфимій, Савва, Кіновіарх, Феофан Граптос, митрополит Лариси Діонісій. На арці поруч із Богоматір'ю із малюком на руках фігури пророків та святий Афанасій Метеорський.

На північній стороні нефа зображено Успіння святого Єфраїма із Сір та нижче один епізод з Народження: Адам дає імена тваринам (Народження 2:20). З південної сторони іконописної північної стіни, поруч із входом, святий Іоанн Климак. У західній частині, у кутку — Зцілення водянки, нижче — святий Євфросин Магірас. Ще дві сцени із Народження, Вигнання з Рая та Жалоба зображені на зовнішній стіні нефа, зліва від входу.

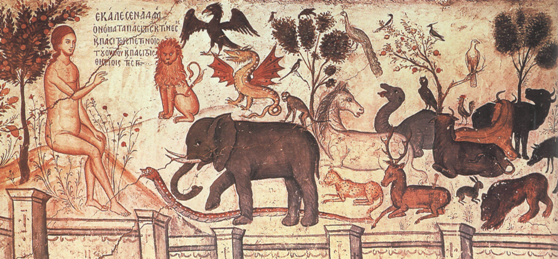
Сцена нефа Собору «Адам дає імена тваринам»

Велика кількість іконізованих тем, що містять основний храм Святого Миколая та неф, розміром з кілька переносних ікон, навіть ніколи і не були розкриті на масштабних поверхнях інших грандіозніших храмів Метеори. В іконописному оздобленні храму Святого Миколая Успокоїння — юнацькій роботі Феофана Стрелитза — помітна неабияка майстерність митця, довершеність та зрілість його таланту: точний та стійкий план, гармонійні та врівноважені сцени, акцентування догматики та чистота композиції, спокійні, вдумливі обличчя фігур, зображені настільки точно, що набувають характеру портрету. Все це складає таємницю художньої освіти Феофана Стрелитзаса.
Необхідно підкреслити, що у декорації храму використані сцени, що ніколи не виконувались у жодному куточку світу. Це, наприклад, сцена, у якій Адам дає імена тваринам. Подібні теми були відомі у XII ст. серед рукописців, але тут Феофан Стрелитзас вдало пристосовує візантійський іконопис мікрогравюр на великій поверхні.
Загалом, живопис маленького храму Святого Миколая Успокоїння на Метеорі заклав підвалини виникнення «Критської школи», що була вираженням видатного православного художнього натхнення за часів турецького панування.

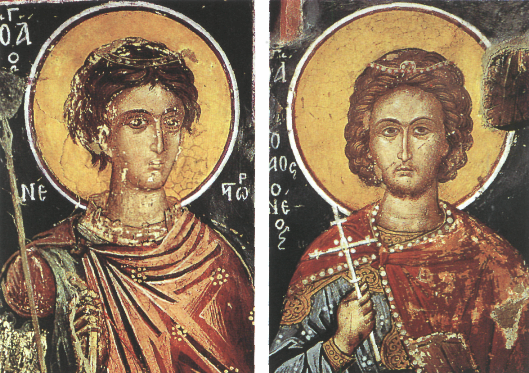
Святі Нестор та Миколай Молодий
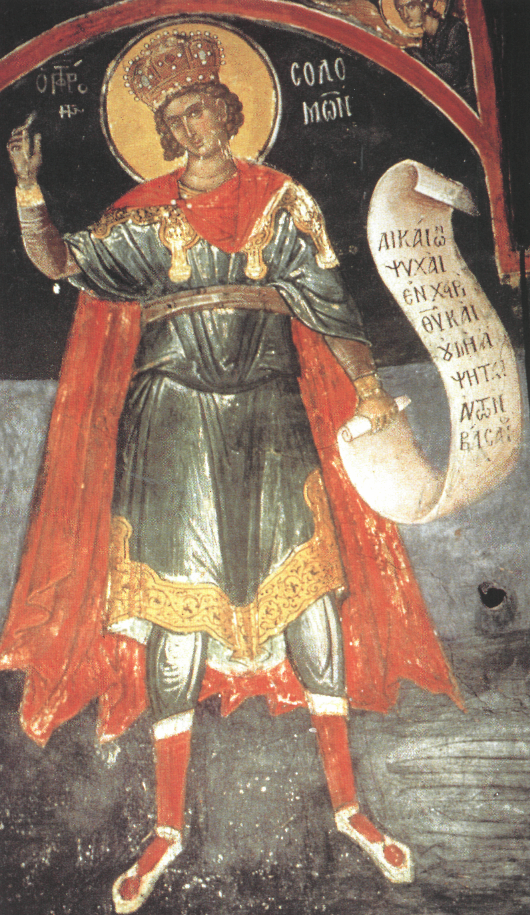
Цар Давид
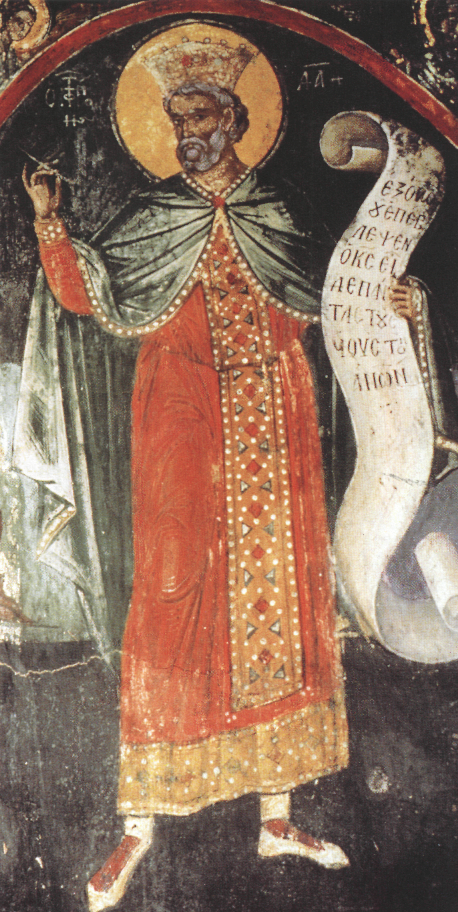
Цар Соломон
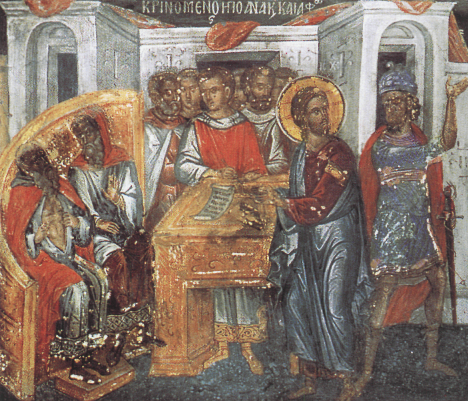
Обговорення Архієреїв